# Толеуов, Бахтияр Нурланович
Бахтияр Нурланович Толеуов (род. 8 июня 2005, Павлодар) — казахстанский футболист, защитник клуба «Иртыш».

## Карьера
Футбольную карьеру начинал в 2022 году в составе клуба «Аксу М» во второй лиге. 29 октября 2023 года в матче против клуба «Тобол» Костанай дебютировал в казахстанской Премьер-лиге (0:3).
В начале 2024 года подписал контракт с клубом «Иртыш» Павлодар. 11 марта 2024 года в матче против клуба «Хан-Тенгри» дебютировал в кубке Казахстана (1:0).

## Статистика
| Клуб             | Сезон            | Лига | Лига | Кубки | Кубки | Еврокубки | Еврокубки | Итого | Итого |
| Клуб             | Сезон            | Игры | Голы | Игры  | Голы  | Игры      | Голы      | Игры  | Голы  |
| ---------------- | ---------------- | ---- | ---- | ----- | ----- | --------- | --------- | ----- | ----- |
| Аксу             | 2023             | 1    | 0    | 0     | 0     | —         | —         | 1     | 0     |
| Аксу             | Итого            | 1    | 0    | 0     | 0     | —         | —         | 1     | 0     |
| → Аксу М         | 2022             | 3    | 0    | —     | —     | —         | —         | 3     | 0     |
| → Аксу М         | 2023             | 18   | 2    | —     | —     | —         | —         | 18    | 2     |
| → Аксу М         | Итого            | 21   | 2    | —     | —     | —         | —         | 21    | 2     |
| Иртыш            | 2024             | 19   | 3    | 3     | 0     | —         | —         | 22    | 3     |
| Иртыш            | Итого            | 19   | 3    | 3     | 0     | —         | —         | 22    | 3     |
| Всего за карьеру | Всего за карьеру | 41   | 5    | 3     | 0     | —         | —         | 44    | 5     |